# 로런 구저
로런 구저(Lauren Goodger, 1986년 9월 19일 ~ )는 잉글랜드의 방송 유명인이자, 글래머 모델, 컬럼니스트이다.